# 長岡まつり

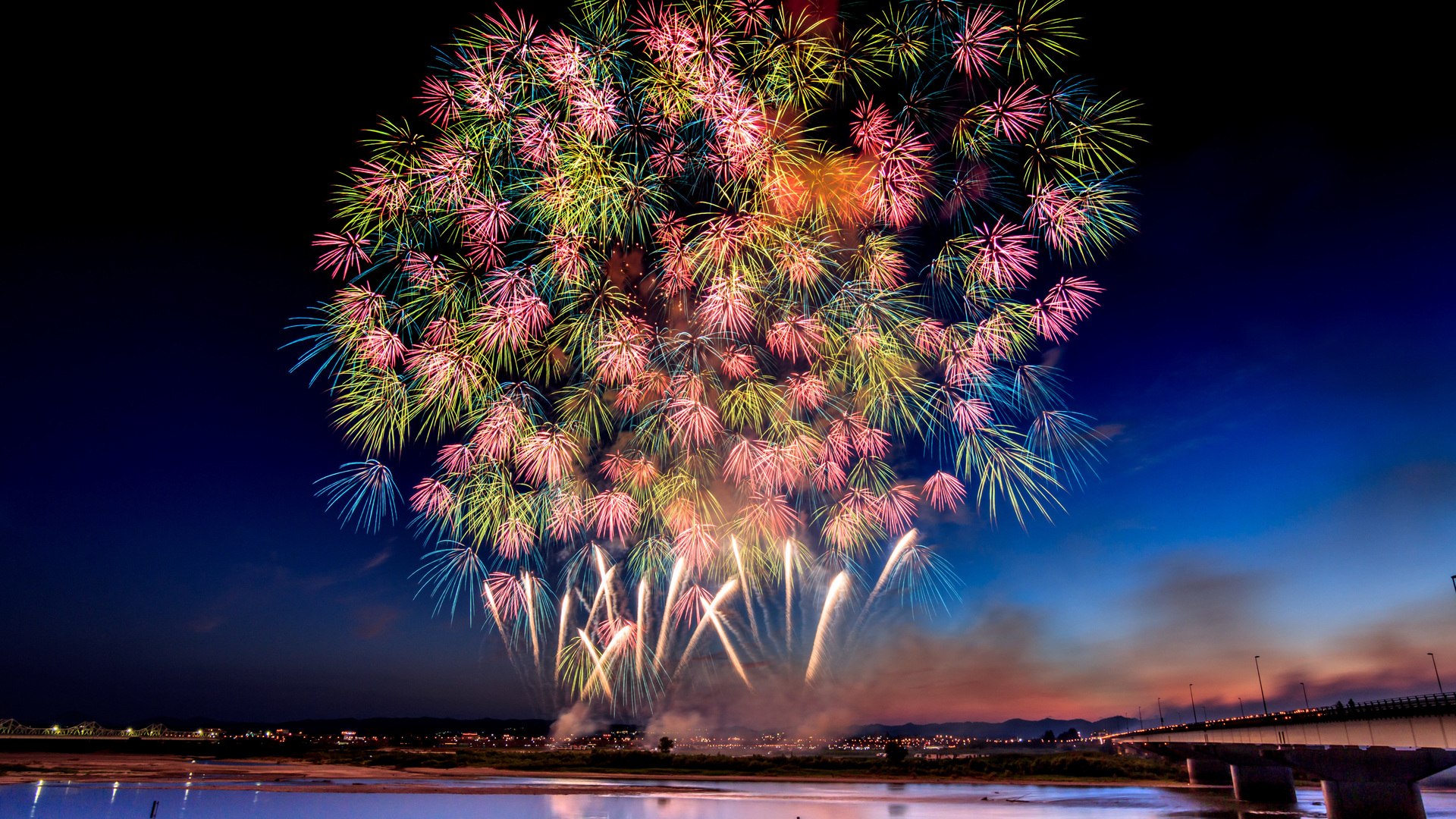
長岡まつり大花火大会

復興祈願花火フェニックス

長岡まつり（ながおかまつり）は、新潟県長岡市で開催される祭である。長岡まつりの2、3日目に行われる大花火大会は日本三大花火大会の一つである。

## 概要
毎年8月1日から3日にかけ、長岡市内で行われる。内容は大きく分けて平和祭・昼行事・大花火大会でありその他にも灯籠流しなどがある。

## 歴史
祭そのものの起源は1945年8月1日の長岡空襲からの復興を願い、翌1946年8月1日に行われた戦災復興祭が始まりであるが、長岡の地で始まった花火大会はこれとは別で、1879年9月14日と15日の2日間、千手町八幡様の祭りに長原などの遊廓関係者がお金を出し合って花火350発を打ち上げたのが始まりとされている。
現在の「長岡まつり」という名称になったのは1951年のことである。
新型コロナウイルス感染拡大の影響により2020年と2021年の大花火大会は中止となった。

## 平和祭
- 2017年までは「前夜祭」と称した。
- 日時：8月1日（夕方から）
- 会場：長岡駅前大手通り・すずらん通り
- 内容：灯篭流し・大民謡流し（長岡甚句）・悠久太鼓の演奏・消防音楽隊の行進・ハーレーダビッドソンの行進・神輿など

## 慰霊の花火
- 名称は「慰霊と平和の祈り」[3]。
- 2016年と2017年は「白菊」と称した[3]。
- 日時：8月1日（22時30分・空襲が始まった時間）

この花火は、2003年から「長岡空襲犠牲者の慰霊」の願いを込めて打ち上げが始まった。花火は3発のみ。
打ち上げに際しては、2003年の開始当初から嘉瀬煙火工業が制作した「白菊」という名の花火を使用。
白菊そのものは1990年に制作会社の花火師が、戦時中にソ連で捕虜となりシベリアで抑留された際に亡くなった戦友を弔うために、1990年にロシア・ハバロフスク市のアムール川で打ち上げるために制作されたものであった。

### 名称の変遷について
2003年から2015年までは「慰霊と平和の祈り」と称していたが、2016年からの2年間は花火の正式名称である「白菊」を採用した。
2018年の花火から名称を以前の「慰霊と平和の祈り」に戻しているが、これは花火の制作元である嘉瀬煙火工業が2016年に白菊の名称を商標登録していたことに起因するもので、花火大会の主催者側である長岡花火財団が「コンプライアンス（法令順守）の問題もあり、白菊の名前を入れることはできないと判断した」・専務理事からは「商標を侵害することはできないと使用を控えることにした」と改称理由を発表した。
なお、白菊の制作元で商標を所有する嘉瀬煙火工業側は「当社から白菊の名称を使うなとは言っていない」・「財団が決めることではない。白菊を楽しみにしている市民の声に委ねたい」と反論していた。
ちなみに、8月1日の打上げ以外にも、大会演目として加えられる。2022年、2023年は8月2日「慰霊と平和への祈り」として開幕時に実施された。2024年から「白菊」の名称が復活している。

## 昼行事
- 日時：8月2・3日（日中）
- 会場：長岡駅前大手通り・すずらん通り
- 内容：長岡市内外の企業・団体などがブースを出店するほか、氷の彫刻造りの実演やダンス大会なども開催される。

## 大花火大会
8月2・3日の夕方から、信濃川の河川敷で行われる花火大会。
日本三大花火大会の一つであり、2015年にはYahoo! JAPANの調査する「有名花火師が選ぶ花火大会厳選10選」で首位を獲得している。
新潟県内においては同じく中越地方の片貝まつり浅原神社秋季大祭奉納煙火（小千谷市片貝町）とぎおん柏崎まつり海の花火大会（柏崎市）と併せて越後三大花火と呼ばれている。
県内では、その開催場所から「川の長岡」「山の片貝」「海の柏崎」とそれぞれ表現されている。
この長岡花火大会は協賛金や募金によって開催されているが、年を重ねる毎に規模を増している。

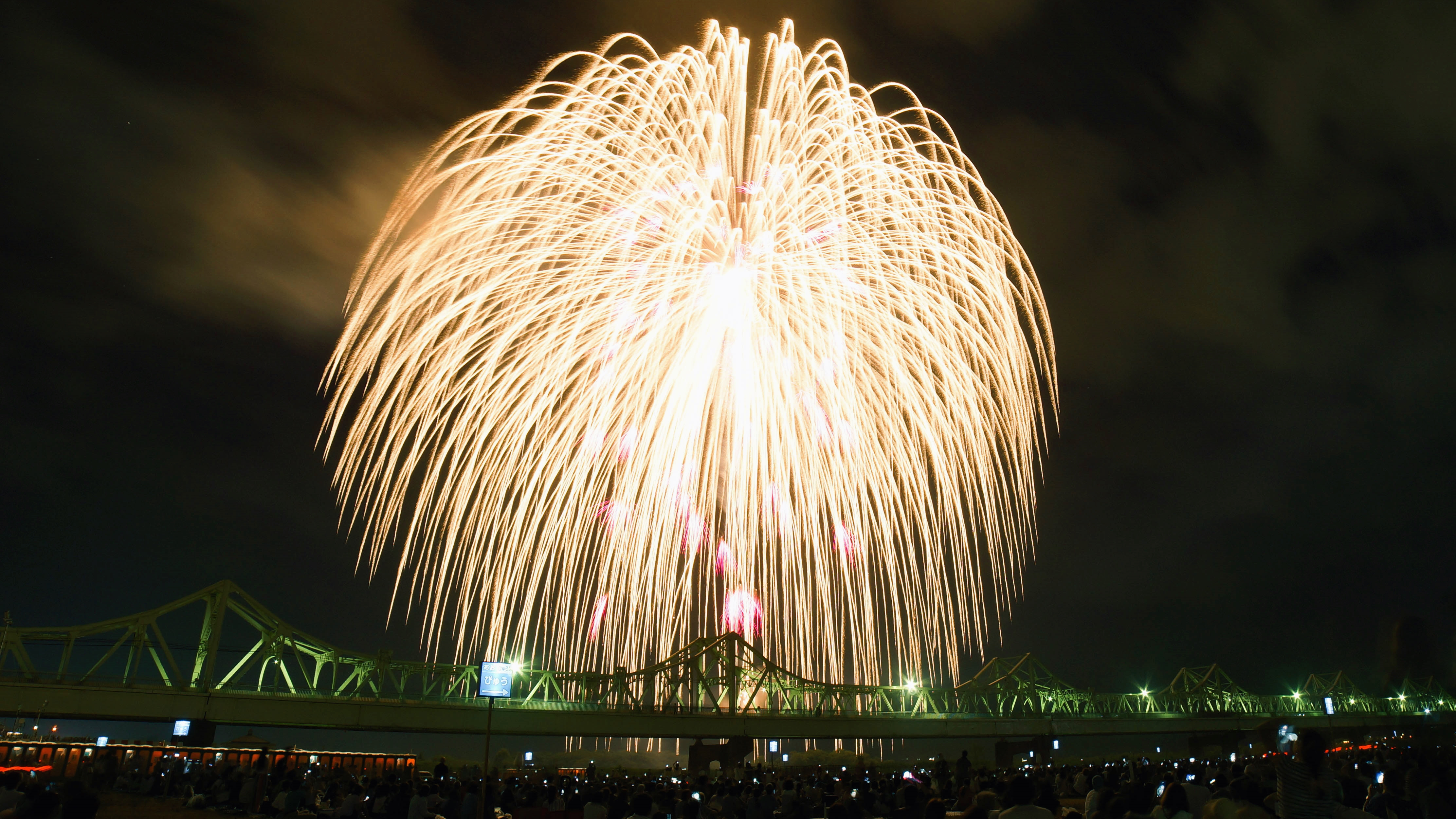
正三尺玉

かつては片貝まつりと花火の大きさで競い合っており、一例として1982年に片貝まつりが正三尺玉よりも大きい火薬量120kgの三尺五寸玉を打ち揚げると、翌1983年には長岡花火も追随して三尺五寸玉を打ち上げたという。
互いに競い合って花火の規模を大きくしてもきりがなく、多量の火薬を使用する大型花火の開発を制限しようと、当時の通産省による火薬量の規制が始まり、火薬使用量が80kgに制限される事態となった。
現在は長岡の正三尺玉（近年は昇曲導付き）、片貝の四尺玉というかたちで落ち着いたという。
そのような経緯から実際に使用された火薬量としては、片貝の四尺玉よりも、かつての三尺五寸玉の方が多く、現在の長岡まつりの正三尺玉も片貝の四尺玉も火薬量は同じである。
先述の通りこの長岡花火は日本三大花火のひとつであるが、長岡花火は他の大曲・土浦とは開催趣旨が全く異なり「花火を競う」のではなく、1945年の長岡空襲と平成以降の中越地震・中越大震災など、戦争や自然災害といった慰霊・復興を祈念するためのものとして開催されている。もともと長岡では1879年に花火大会が始まっていて、1938年以来戦争のために中止されていた。1946年8月1日、「長岡復興祭」が開催され、1947年から花火大会が復活、1948年からは空襲のあった翌日に合わせて8月2日と3日に行われてきた。花火の復活後もしばらくは、開始合図のサイレンや花火の音や光が空襲を思わせるとして反対する声も市民の間に強かったという。
このことから東日本大震災が発生した2011年、全国では花火大会が相次いで自粛されるなか、「慰霊と復興を祈念する花火であるから自粛する必要は全くない」として、例年通り開催された。
しかし、2020年は新型コロナウイルスの世界的な感染を受け、長岡花火財団は「共催者である長岡市との協議において、影響が広く及ぶこと等に鑑み長岡市長の最終的な判断を求め、現時点で8月に長岡花火を安全に実施できる具体的な根拠が見いだせない以上、本年度の花火大会は中止せざるを得ないという市長の判断に従うことといたしました」という声明を出し、2020年度の開催中止を発表した。長岡花火の開催中止は戦後初めてのことである。ただし、長岡まつり期間中の2020年8月1日、2日、3日において、「慰霊、復興、平和の花火」、そして、「新型コロナウイルスの終息を祈願する花火」を打ち上げる方針であることを明らかにしている。翌年の2021年も新型コロナウイルス感染拡大の影響で開催を中止したが、2022年の大花火大会は3年ぶりに新型コロナ禍以前とほぼ同等の規模で開催された。この2022年より新型コロナの感染対策で全席有料化、その後も雑踏事故の防止や熱中症対策も兼ね、2025年現在、物価上昇の中で警備費用等一部経費を賄う目的も加わり今後とも有料化を継続する見込みである。

### スターマイン
- スターマイン・大スターマイン

一般的なスターマインである。打ち上げられる玉の大きさ、数、時間などによりランク分けされている。昭和初期から。
- ベスビアス大スターマイン・ベスビアス超大型スターマイン

基本的には上記のスターマインと同じだがその規模が大きく上回っており、打ち上げには数分を要する。1960年にスタート。名前の由来はベスビアス火山。
- 超大型ワイドスターマイン

一列に並ぶ5箇所の打ち上げ場所から5色のスターマイン（紅・青・黄・緑・紫）を同時に打ち上げ、正面からは花火の壁のように見える。市制施行90周年を記念して1996年にスタート。
- 超大型ミラクルスターマイン

名称の「ミラクルスターマイン」は公募により決定した。2箇所から同時に斜めに打ち上げられたスターマインが空中で交差するため、立体感あふれる演出となっている。1998年にスタート。2015年からはNEWバージョンにリニューアルされた。
- 10号n発（nは、打ち上げる玉数）

超大型ビッグバンスターマインや超大型ワイドスターマイン、尺玉早打ち100連発など開催時により呼称が変化することがある。
1986年に市制80周年を記念して打ち上げが開始された10号（尺玉）早打ち80連発が最初。翌年からは1年につき1発ずつ増やされ市制100周年まで継続された（=「市民花火」）。市民の寄付金などにより打ち上げられる。内容的には市民花火と同じだが、こちらはスポンサーがついており「米百俵花火」と呼ばれる。
2日間の日程のうちいずれか片方の日（通常2日）に「市民花火」、もう一方の日（通常3日）に「米百俵花火」が打ち上げられる。ただし、101周年となった2007年は8月3日の「米百俵花火」（打ち上げ数100発）のみの打ち上げとなった。
- ナイアガラスターマイン

大手大橋のナイアガラと少し小さめのスターマインのほぼ同時打ち上げ。
- 長寿花火「金燦銀燦（きんさんぎんさん）」

基本的には、スターマインと同じだが、金色のスターマインから銀色のスターマインに変化する。
1995年にきんさんぎんさんが大会を訪れたことを記念して打ち上げられ、以降毎年打ち上げられている。
- ハローキティ花火

2007年にスタート。ハローキティの型もの花火が打ち上げられるベスビアス超大型スターマイン。2008年のタイトルは「ハローキティのときめき」。2009年は「ハローキティのきらめき」。
- ミュージックスターマイン

### メッセージ花火
個人が資金を出し、家族や恋人、恩師などへのメッセージを添えて花火を打ち上げる。新潟県内では片貝まつりなどに見られる手法。

### デザイン花火
各花火師が製作した10号玉を一発ずつ打ち上げそのデザインを楽しむ。

### 光のメッセージ
花火大会の本編終了後に行われる。見物客が花火の打ち上げ場所に向って一斉に光る物を掲げ、花火師への感謝を表す。花火師の方もライトで応える。

### イベント花火
2003年には東京下町のうなぎ屋を舞台にしたNHK連続テレビ小説『こころ』で主人公・こころの父親が新潟県山古志村（現：長岡市 山古志）の花火師であったことを記念しての花火が打ち上げられ主演の中越典子がメッセージを寄せた。
2003・2004・2011年にはピカチュウプロジェクトが全国各地の花火大会で打ち上げていたポケモン花火が打ち上げられた。
2004年には、日韓交流の一環として韓国の花火メーカーによる韓国花火も打ち上げられた。
2005年には「全国有名花火の共演」と題して大曲の全国花火競技大会・土浦全国花火競技大会・諏訪湖祭湖上花火大会の3大会代表の花火が打ち上げられた。
2011年にはホノルル市・市長夫妻来市記念花火が、プログラムに記載されない「サプライズ花火」として打ち上げられた。
その他、オリンピックやワールドカップ、ミレニアム記念など様々なイベント花火が打ち上げられている。
2015・2016・2018年には、中越高校（長岡市 新保）が甲子園に出場したことを記念して、また、勝利を祈念して応援花火が打ち上げられた。

### ミュージック花火

#### 復興祈願花火フェニックス
2005年に前年市内を襲った7.13水害・中越地震・豪雪の3つの自然災害からの復興元年と位置づけ、「復興祈願花火フェニックス」が打ち上げられたのが始まりである。
開始当初の予定では、10年目の2015年までの打ち上げ予定であったが、東日本大震災・長野県北部地震（中越地方南部も被災）・熊本地震などの発生により、現在まで続けられている。
「フェニックス」は、花火の中心にフェニックス（不死鳥）に見立てた光跡が現れる尺玉（10号）花火である。これを含めたスターマインを、6箇所の打ち上げ場所から平原綾香のデビュー曲「Jupiter」に合わせて打ち上げられる。
曲は、新潟県中越地震の際に、被災者を勇気付ける応援歌として、新潟県内のラジオ局で多くリクエストされたことでこの曲が採用された。
『Jupiter』は5分の歌であるが、「フェニックス」の打ち上げ時間に合わせて平成25年までは約3分程に短縮されたショートバージョンが使用されていた。しかし、中越地震発生から10年を迎えた2014年からは5分フルバージョンと題して、曲をカットすることなく使用している。2015年の「長岡空襲から70年」の節目の年を経て、2017年8月の「長岡復興祭から70年目」を記念したフェニックスに至るまで、継続して行われている。
復興祈願花火フェニックスの打ち上げ幅は、約2キロ。この花火を一番の目的として見に来る人も多い。長岡まつり大花火大会を代表するプログラムの一つとなっている。
この「フェニックス」は長岡まつり以外でも、長岡市の大きなイベントや他地域でも打ち上げられている。2006年には同じく自然災害で被災した三宅島や、同年、合併により長岡市となった寺泊地域と同じく前年長岡市となった小国地域でも打ち上げられ、その後も各地で打ち上げられており、2011年8月1日には東北地方太平洋沖地震（東日本大震災）で被災した石巻市でも「ミニフェニックス」が打ち上げられ、その様子が同日に開催されていた当祭りの前夜祭時に「フェニックスまちかどビジョン」にて放映された。
開催される年によって打ち上げ幅（打ち上げ箇所数）や構成が異なり、「スーパーフェニックス」「ニューフェニックス」「フェニックス7」などと名称が異なっている。
なお、「福井フェニックス花火」と当花火とは全く関係ない。

#### 天地人花火

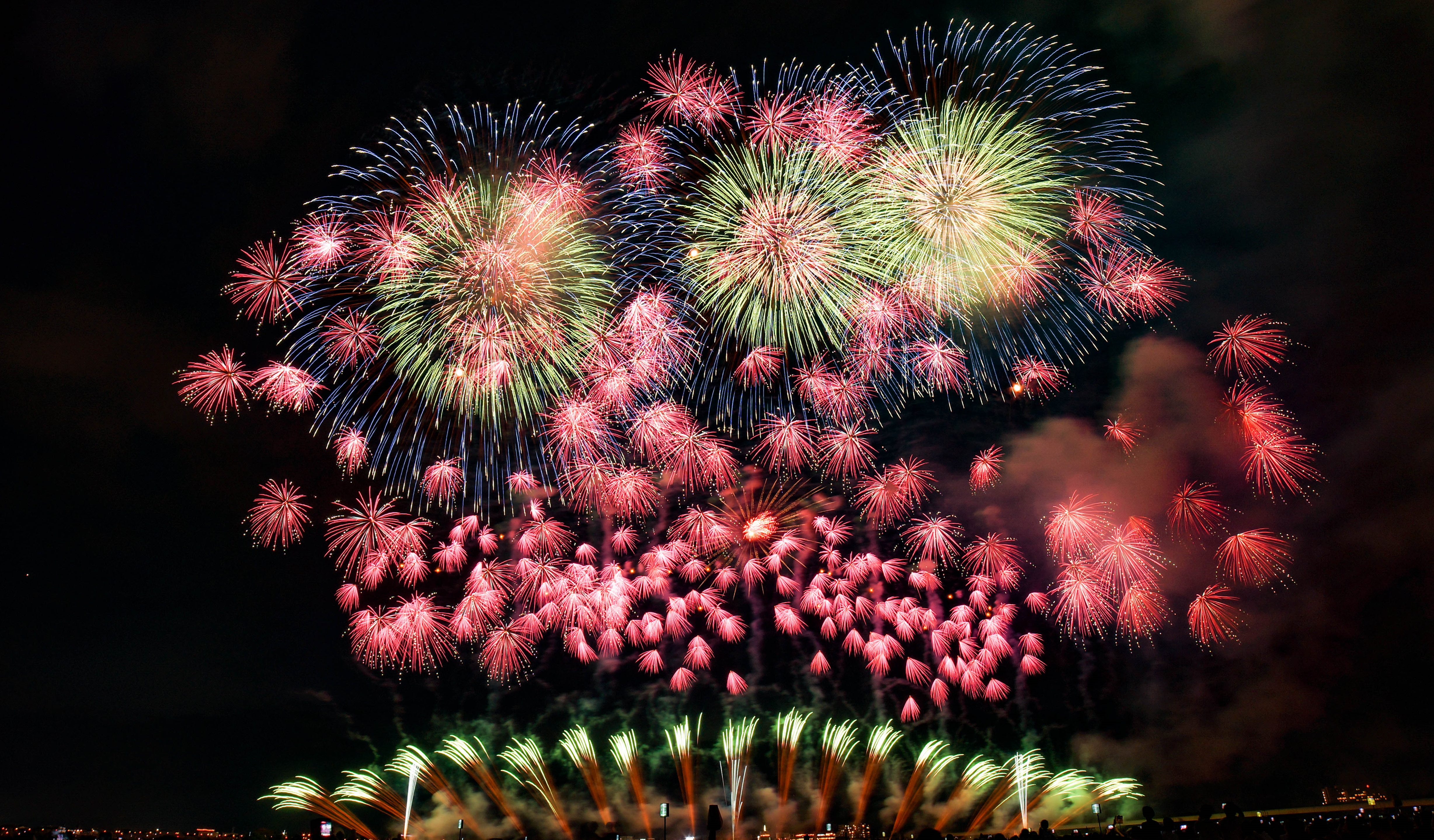
天地人花火

2008年8月3日、越後上杉家の戦国武将直江兼続をモデルにした大河ドラマ『天地人』が2009年にNHKで放送されるのを記念して「天地人花火・愛と雪」が打ち上げられた。総合プロデューサーは加山雄三の長男である池端信宏で、打ち上げ時に使用された音楽「愛と勇気を!」も池端が作曲した。ワイドスクリーン方式による全長400メートル以上の大型花火で、日本屈指のミュージックスターマインを堪能出来るとして大好評のプログラムである。

#### この空の花
2012年4月7日に長岡花火を題材にした映画「この空の花〜長岡花火物語」が公開されたことを記念して、2012年8月より打ち上げられている。
バックミュージックは、久石譲が作曲した映画の主題曲で、花火の打ち上げ時間に合わせて3分間に短縮されたものが使用されており、作曲者が自ら曲の短縮を手掛けている唯一の花火でもある。
映画の中で登場する山下の「世界中の爆弾を花火に変えて打ち上げたら、戦争がなくなるのにな」という想いが、この花火に込められている。

#### 故郷はひとつ
2014年10月4日、アオーレ長岡に於いて開かれたレセプション&ライブに於いて一般公開・お披露目が行われたイメージソング「故郷はひとつ」をバックミュージックとした花火で、栃尾市や山古志村との市町村合併から10年を迎えた2015年の8月から市町村合併10周年記念の花火として打ち上げられている。
楽曲は、ミアモーレプロジェクトの一環で、夫婦で長年音楽活動をしている音楽家の宇崎竜童と作詞家の阿木燿子によって、2013年に作曲されたもの。
長岡人（ながおかびと）の想いを形にした曲で、復興・合併・絆・友情・愛情、そしてふるさとを思い浮かべて聞いてほしい、そんな思いが込められた曲である。
曲調に合わせて花火を打ち上げるものの中では最も新しい。
（楽曲の詳細については、ミアモーレプロジェクト公式HP・オフィシャルガイドブック2017を参照）

#### 米百俵花火（尺玉100連発）
米百俵花火は、1986年に長岡市制80周年を記念して制作・誕生した花火である。
毎年1発ずつ打ち上げ本数を増やしながら継続的に打ち上げられ、2006年に市制100周年を迎えたメモリアルイヤーの際には、念願の100連発を達成した。
2016年からは被災地長岡の復興応ソングとして作曲された『空を見上げてごらん』の当花火オリジナルバージョンをバックミュージックとし、復興応援ソングを作詞した沢田知可子が歌手を務めるようになった。

## 観覧席等
メインの打ち上げ場所の後ろ（信濃川左岸）にイス席、団体席、マス席が用意されている。
その近くには信濃川左岸観覧席と呼ばれる有料の自由席も用意されている。
対岸（長岡駅側）には右岸指定席と信濃川右岸観覧席と呼ばれる有料の自由席、桟敷席が用意されている。
また、フェニックスの打ち上げ場所の対岸（長岡駅側）には、フェニックス観覧席と呼ばれる有料自由席が用意されている。信濃川の両側には、無料席が点在している。この他、当日に販売される有料席もある。
その他にも長岡市営陸上競技場の応援席や川西地区に所在する複数の大型ショッピングセンターで屋上駐車場が観覧席として提供されている。

## エピソード
かつて、この祭で行われていた武者行列は10月に開催されている「米百俵まつり」へと移された。また、はしご芸（鳶）は祭の本番中にはしごから落下しての死亡事故が起きたため、行われなくなった。
- 1986年8月4日 - 市政施行80周年記念イベントとして花火大会の中で冨田勲のコンサートが催され冨田の演奏するシンセサイザーと花火が共演した。
- 1990年 - ロシア・ハバロフスクのアムール川河畔で慰霊の花火「白菊」を打ち上げた。これは、シベリア抑留を経験した花火師の嘉瀬誠次の戦友（抑留中に死去）に向けた弔いの花火として打ち上げられた[22]。
- 2005年 - 2日の昼行事に東京ディズニーリゾートからミッキーマウス、ミニーマウスとダンサーなどが来場しパレードを行った。また、3日の花火大会には平原綾香が来場し、打ち上げに先立って新潟県中越地震時に県内のラジオ局で多くのリクエストが寄せられた持ち歌「Jupiter」を歌った。
- 2006年8月4日 - 長岡市制100周年を記念して世界の花火ショーが開催された。アメリカ・中国・韓国の花火ショーと長岡の嘉瀬煙火工業提供の超大型スターマインが打ち上げられた。最後に、長年長岡まつりの花火製造を続け引退した花火師・嘉瀬誠次の最後の作の三尺玉が打ち上げられた。三尺玉は案内なく2発連続で打ち上げられ、観客を驚かせた。
- 2012年3月〜 - 平和交流の一環としてアメリカ・ハワイ（ホノルル市）の真珠湾で長岡花火の打ち上げが行われるようになった。これは長岡とホノルル両市の戦争体験を踏まえ2007年から両市の平和交流が開始され、2011年には両市の姉妹都市締結協定を締結、2012年からは継続的に花火が打ち上げられている。終戦から70年の節目の年には白菊が打ち上げられた。このエピソードは大修館書店発行の平成27年度版・高校3年生英語の教科書に掲載されている[23][24][25][26][27]。

## 会場への交通アクセス

### 鉄道
花火大会終了後の長岡駅は新潟県内や首都圏方面へ帰宅する観覧客で激しい混雑となる。このため、JR東日本では大手通りを交通規制した上で目的地別の整列入場が行われている。

#### 新幹線
上越新幹線では、下り東京駅発・上り新潟駅発ともに列車が大幅に増発される。また花火大会当日（8月2日・3日）は長岡駅始発の新潟駅行き列車も増発される。
以前、新幹線では花火の打ち上げ時間帯中に走行中の列車が長岡駅南側を通過する際、打ち上げられている花火が見やすいように列車を徐行・停車させる措置を取ったこともあった。
しかし、年々増発する臨時列車の運行により過密ダイヤになったことにより、停車や徐行をする余裕がなくなったことなどから、2000年代以降はこうした対応は全くされていない。

#### 在来線
在来線では花火大会当日に限り、信越本線の長岡駅〜新潟駅間の臨時列車が運行されるほか、花火大会終了後は上越線の石打駅・越後湯沢駅と飯山線の十日町駅、信越本線の下りは新潟駅、上りは柏崎駅・直江津駅などへ向けた、長岡駅始発の普通列車が多数増発されるほか、団体列車として上野・新宿方面に向かう列車も運転されている。

### バス
越後交通では花火大会当日、長岡駅大手口から大手大橋東詰の花火大会メイン会場への臨時直通シャトルバスを運行している（夕方から花火大会開始直前まで）。
なお、花火大会当日は、長岡市中心部の広い範囲で交通規制が実施されるため、一般路線バスや高速バスでは一部区間で迂回する場合がある。また、花火終了後、メイン会場から長岡駅方面へのシャトルバスは、渋滞が著しいため運行しない。
2019年度より、花火大会当日は一般路線バス全線で休日ダイヤで運行される。2021年度から中央環状線「くるりん」が終日運休となる。

### 自家用車及び交通規制について
高速道路利用の場合は、関越自動車道の長岡インターチェンジ、北陸自動車道の長岡北スマートインターチェンジなどがメイン会場の最寄りICとなる。
しかし当日は長岡北スマートインターチェンジ・中之島見附インターチェンジ、関越道の長岡インターチェンジ付近から会場周辺まで激しい渋滞となるため、長岡市・長岡警察署・NEXCO東日本などでは長岡市から離れた周辺のインターチェンジ利用を強く推奨している。この場合、新潟県下越地方・東北方面など市域北側からは北陸自動車道の栄スマートインターチェンジもしくは三条燕インターチェンジ、新潟県魚沼地域や関東方面など市域南側からは関越道の小千谷インターチェンジもしくは越後川口インターチェンジ、上越市・長野県・北陸3県・近畿方面など市域西側からは西山インターチェンジもしくは柏崎インターチェンジが最寄りとなる。
会場周辺では17時30分から22時30分頃にかけ、大規模な交通規制が広い範囲で実施されるため、自家用車での会場乗り入れは全く便利ではない。加えて花火大会終了後は、長岡地域の主要幹線道路が広い範囲で渋滞するため、移動は困難であると、渋滞回避マップを中心に案内されている。
長岡市などは近年、混雑緩和策の一環としてパークアンドライドを推奨しており、国営越後丘陵公園や長岡南部工業団地など郊外に臨時駐車場を開設して直通シャトルバスによる観客輸送や、市内のJR駅周辺に臨時駐車場を設けて電車での移動を奨める（越後滝谷駅・来迎寺駅・北長岡駅などで実施）などの施策を行っている。
また、車両だけでなく歩行者も通行規制の対象となる。長岡駅大手口からメイン会場へは大手通り・大手大橋通りを経由して通常徒歩で約20分だが、当日は著しく混雑することや前述のJR東日本による行き先別整列入場の影響もあり、長岡駅大手口駅前のペデストリアンデッキ「大手スカイデッキ」は事故防止のため花火大会当日は8時から23時まで閉鎖され、全面通行止めとなる。

## 長岡まつりをテーマとした作品
- 『長岡大花火音頭』 - 北島三郎の楽曲
- 『越後夢花火』 - 石原詢子の楽曲
- この空の花 長岡花火物語 - 大林宣彦による日本の映画作品
- 長岡大花火 打ち上げ、開始でございます - ドキュメンタリー映画[30]

## ギャラリー

### 観覧席

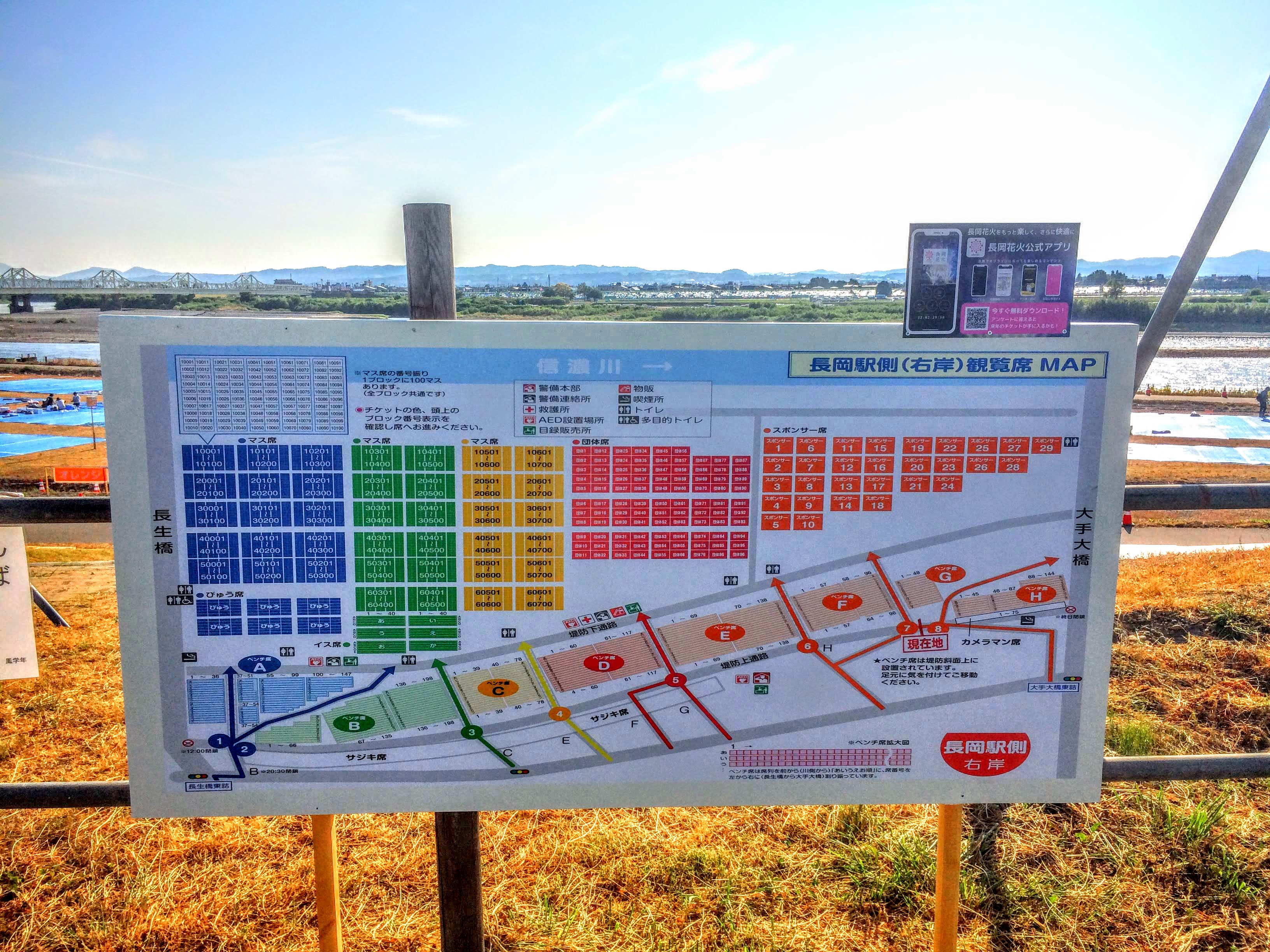
観覧席マップ
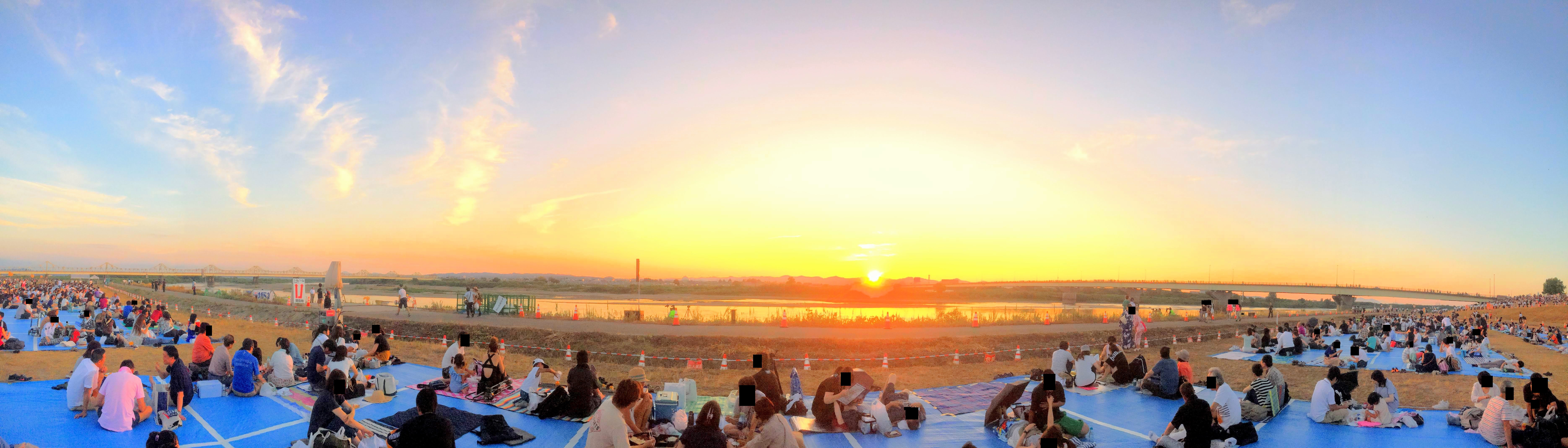
信濃川側
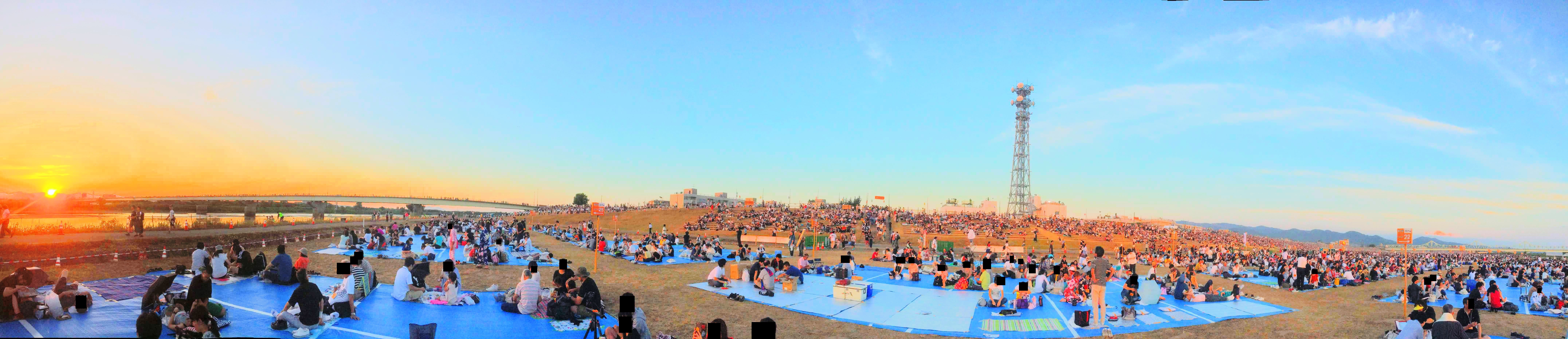
長岡駅側
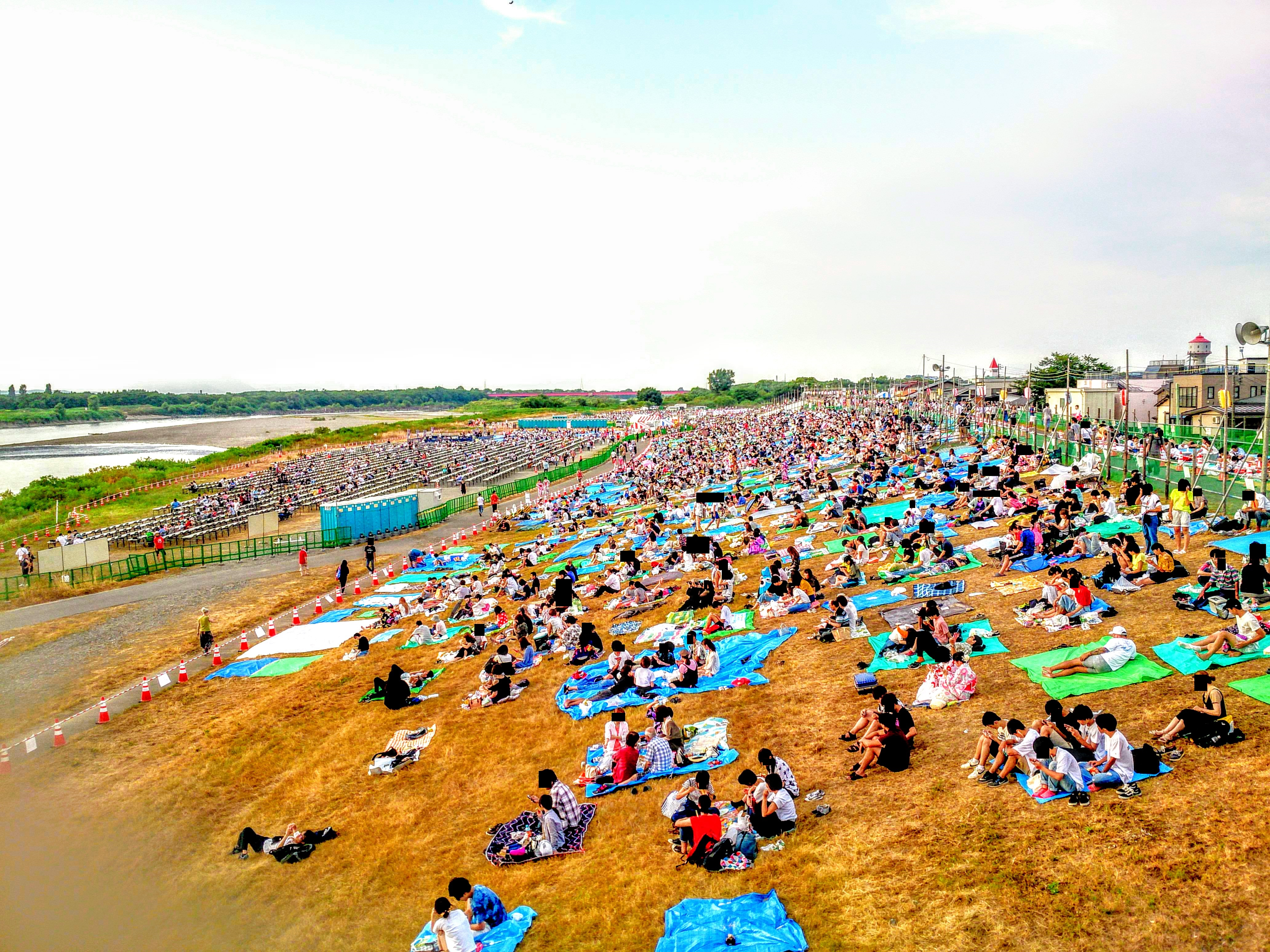
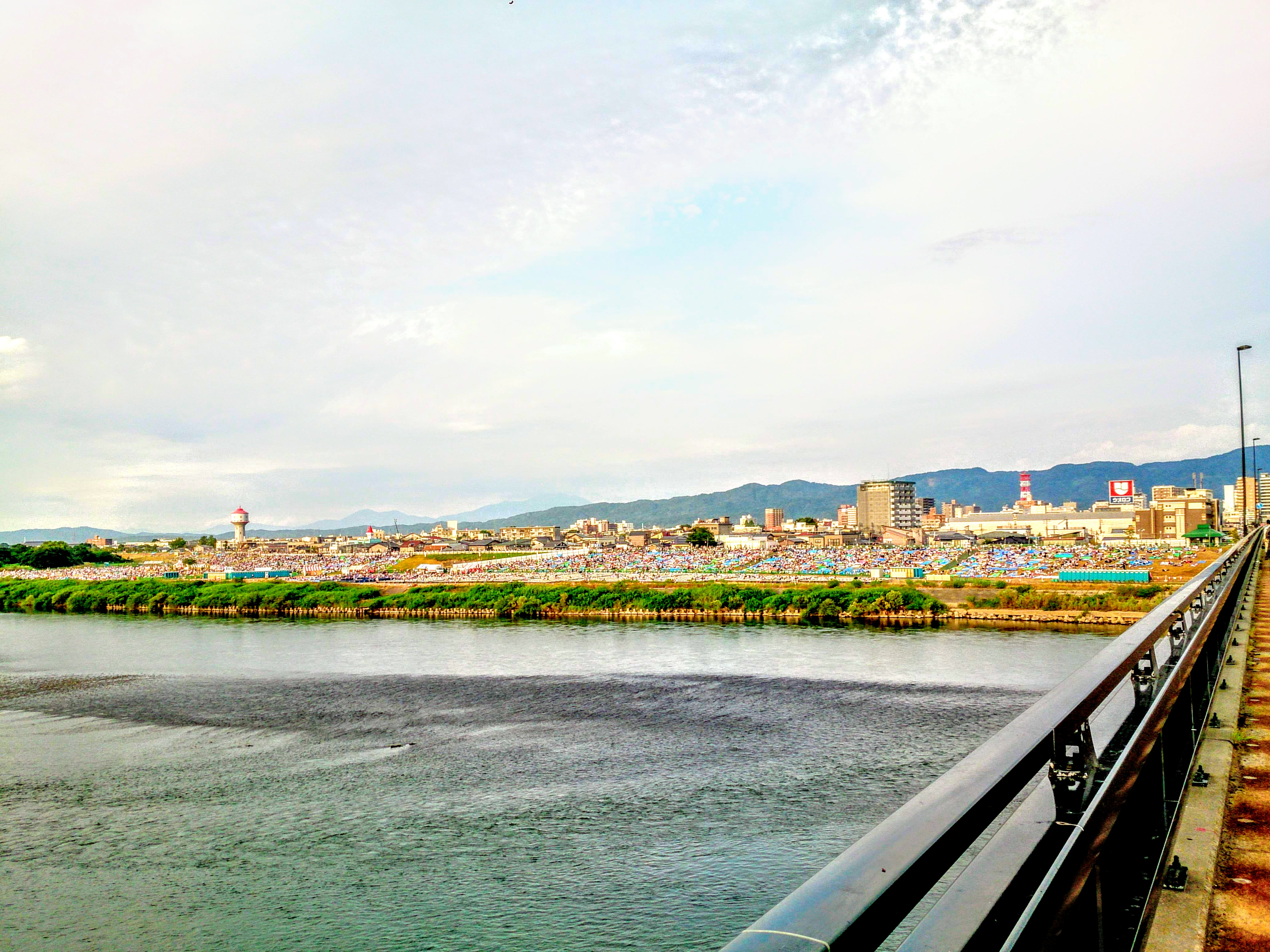
大手大橋中間地点から見た様子

### 打ち上げ時

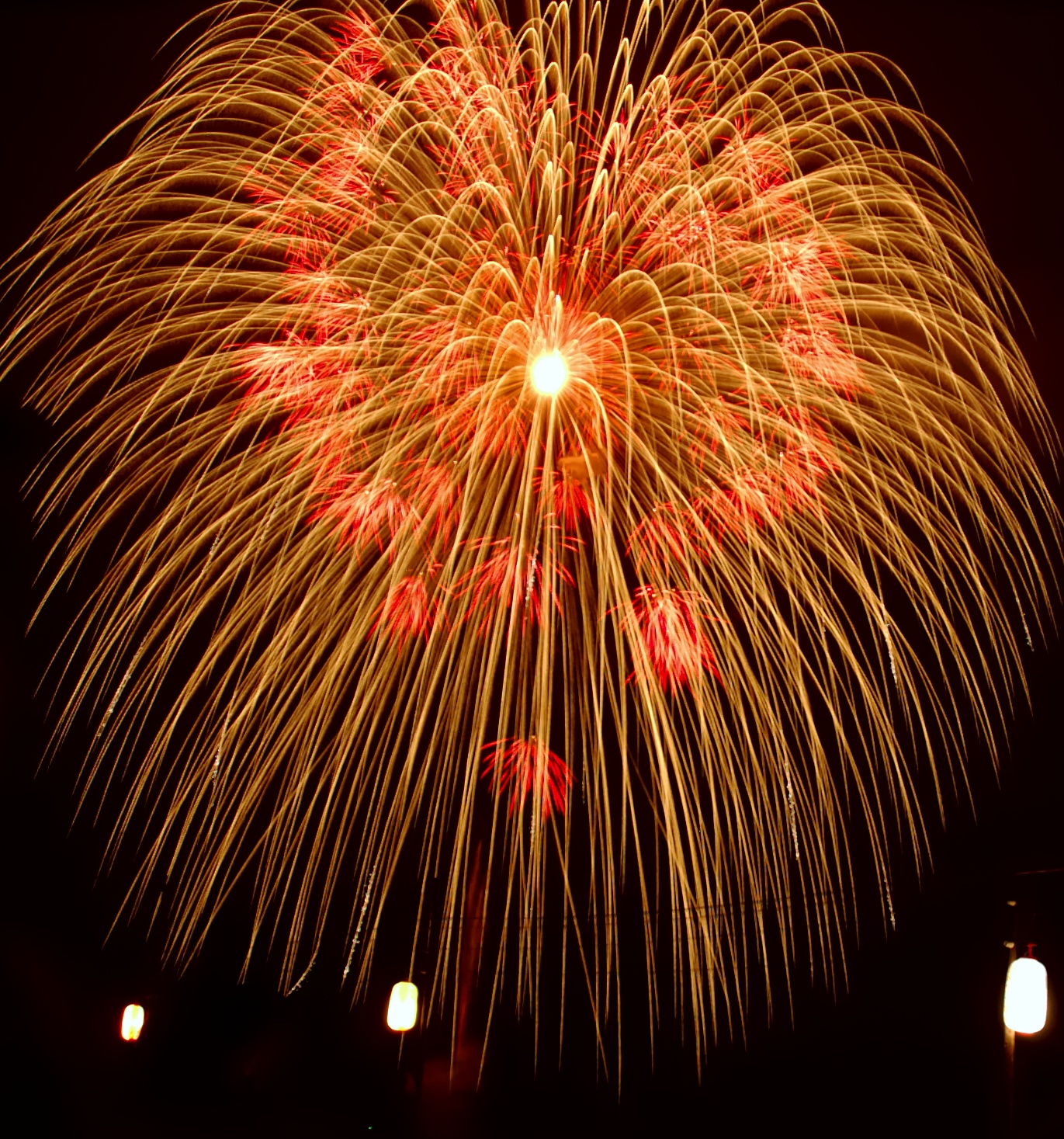
正三尺玉（2005年）
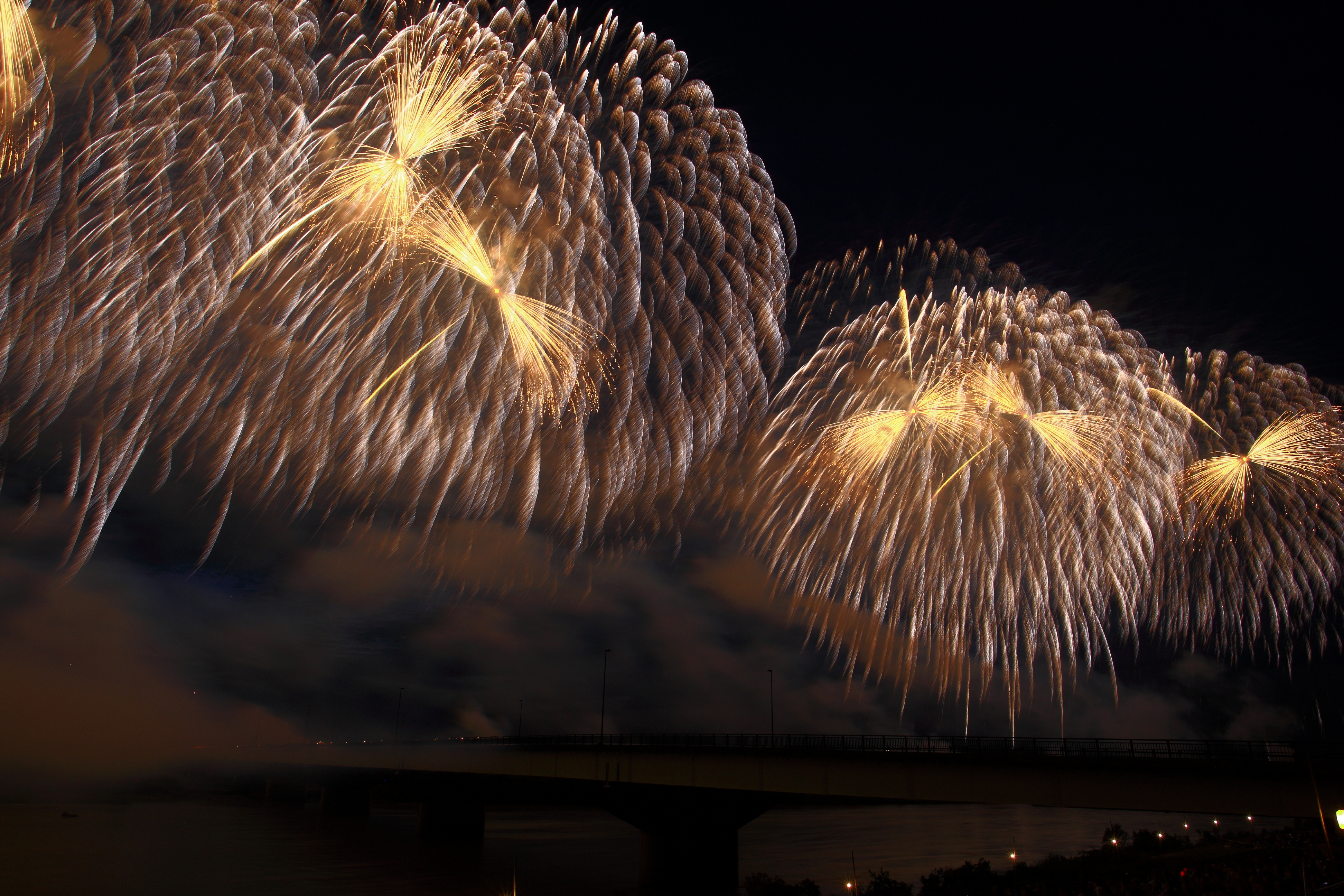
復興祈願花火フェニックス（2011年）
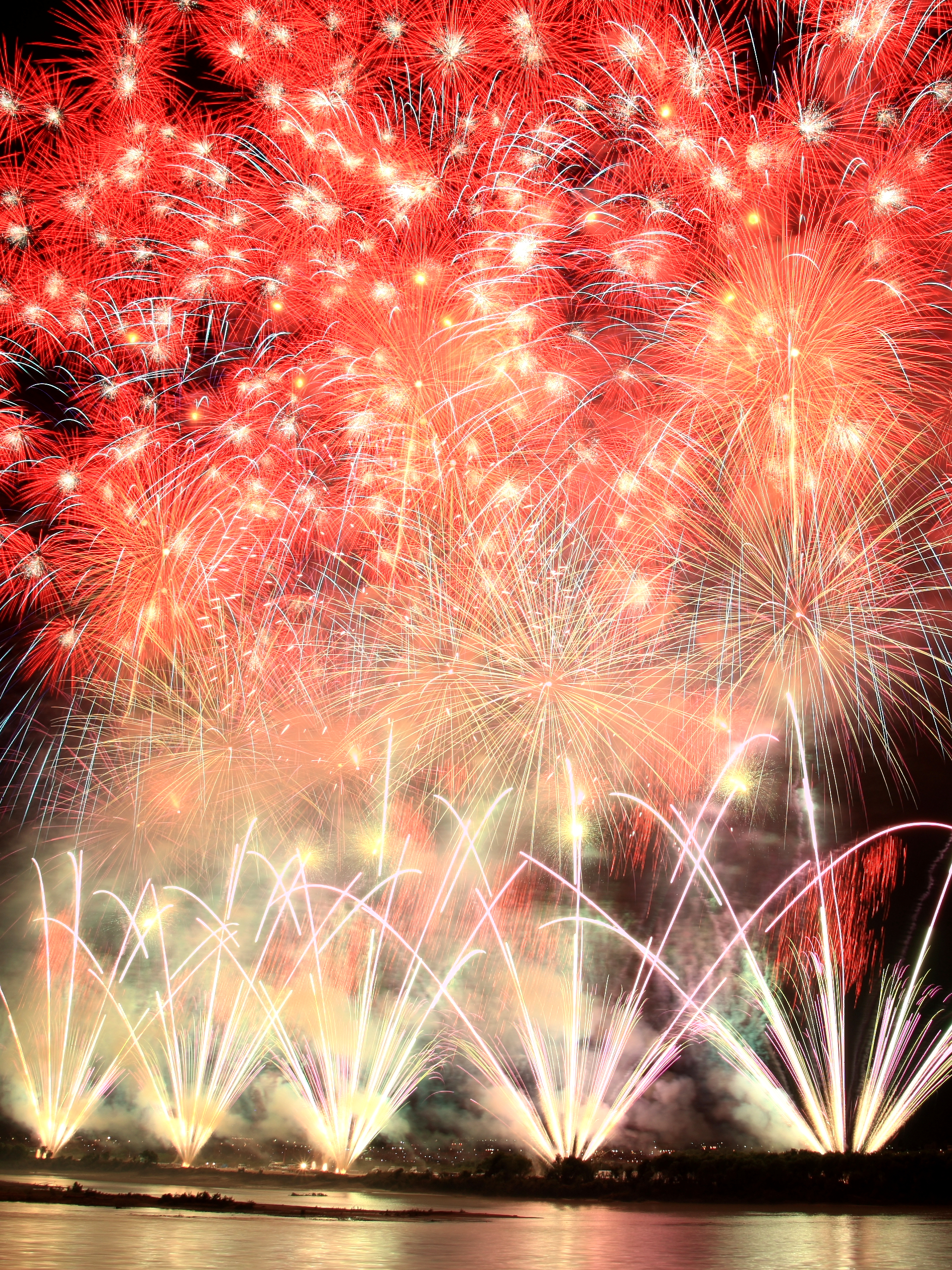
天地人花火（2011年）
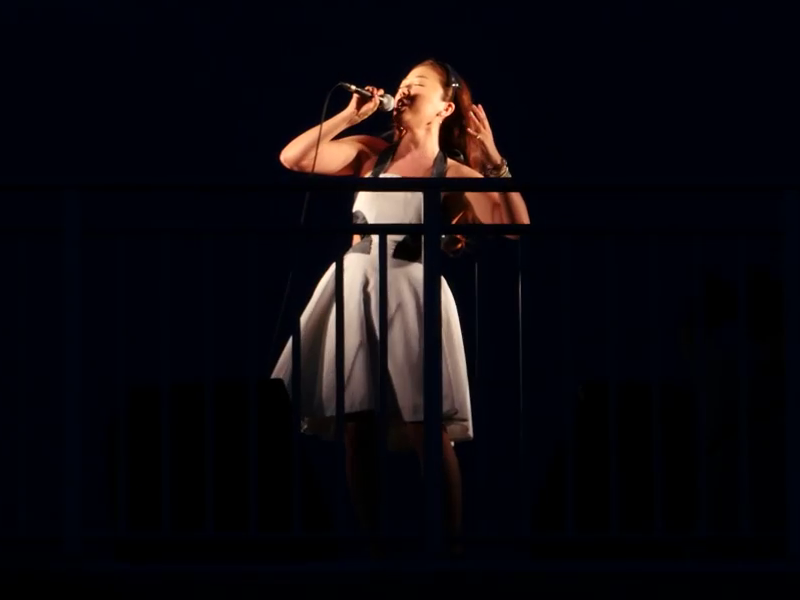
花火大会開始前に『Jupiter』をライブで歌う平原綾香（2014年8月3日）
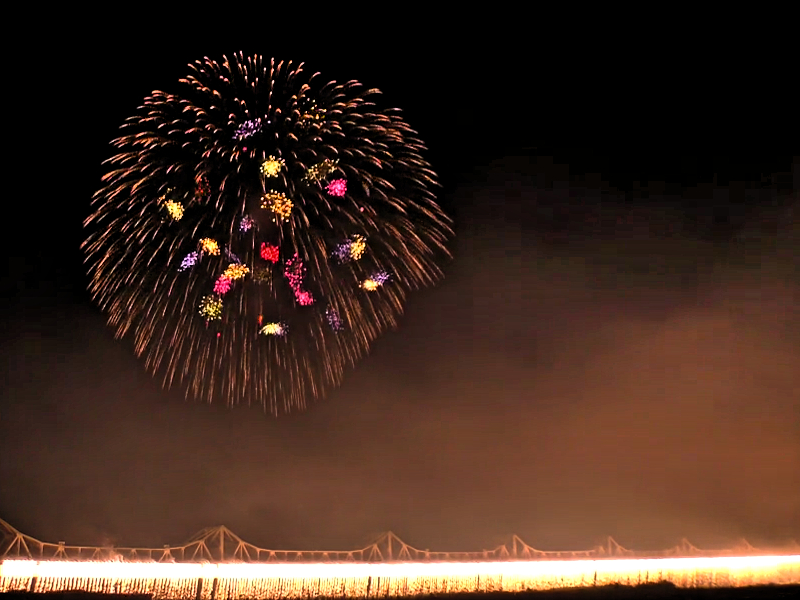
長生橋にかかるナイアガラ花火と正三尺玉（2016年）
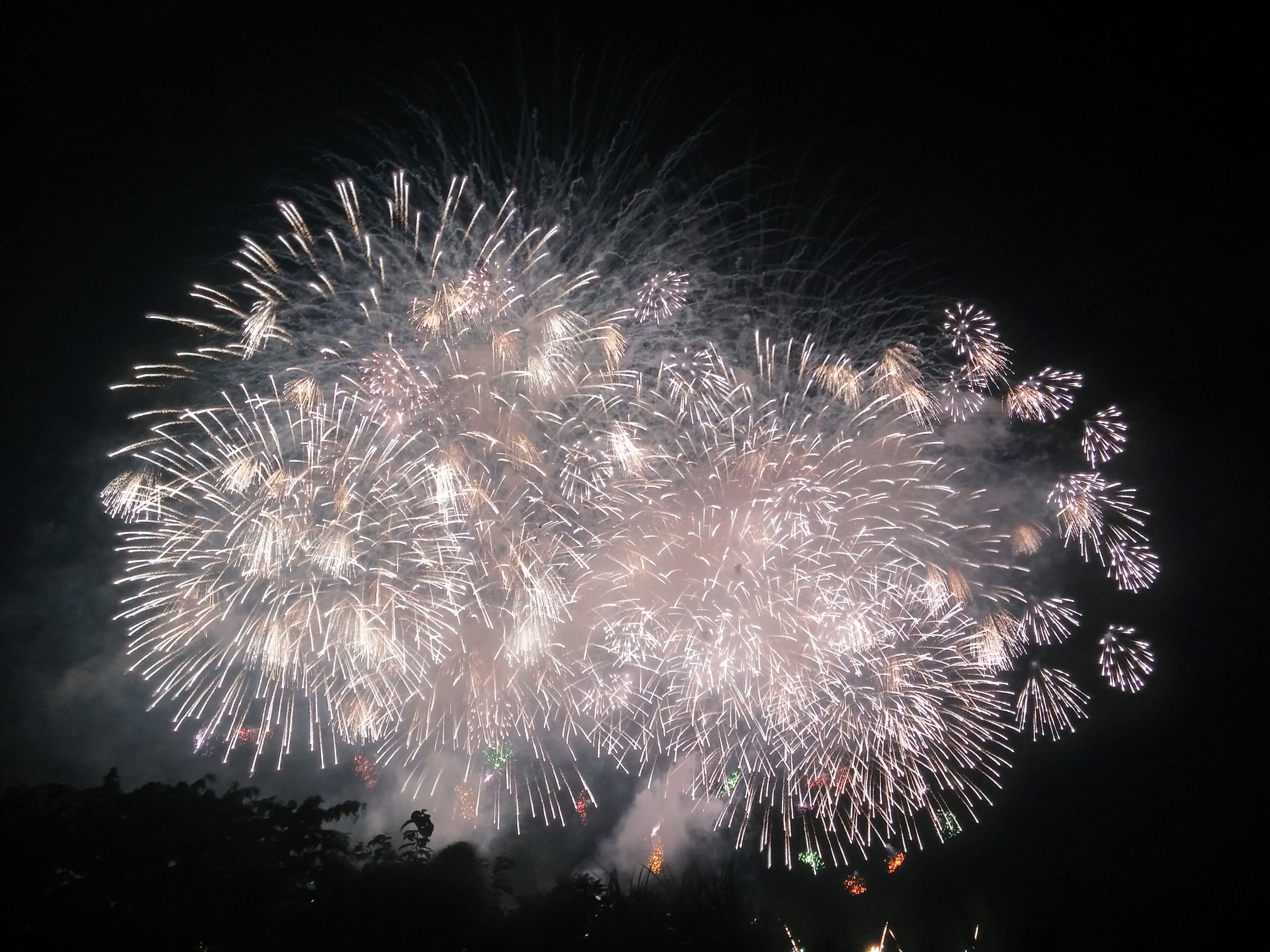
（2016年8月2日）
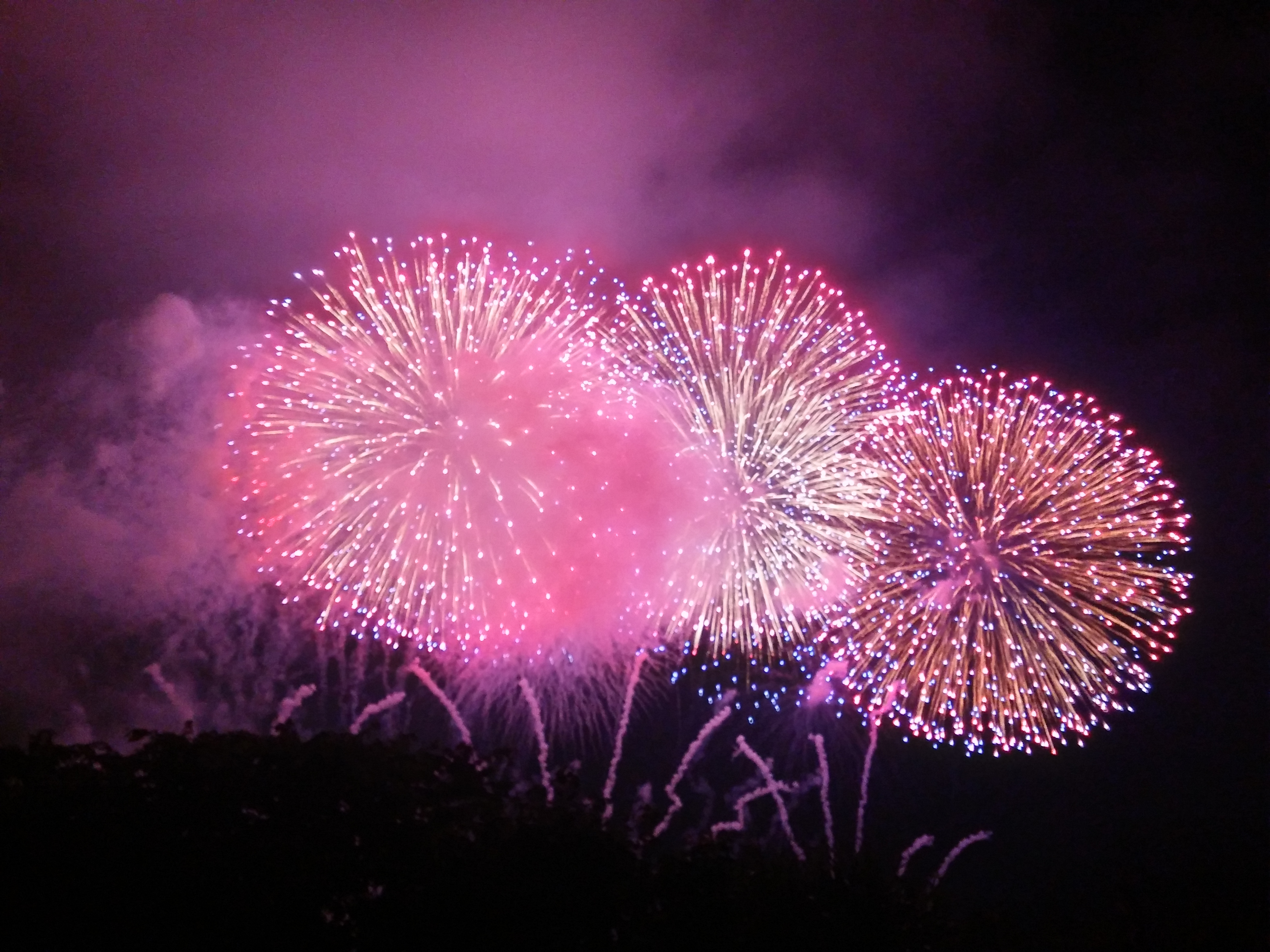
（2016年8月2日）
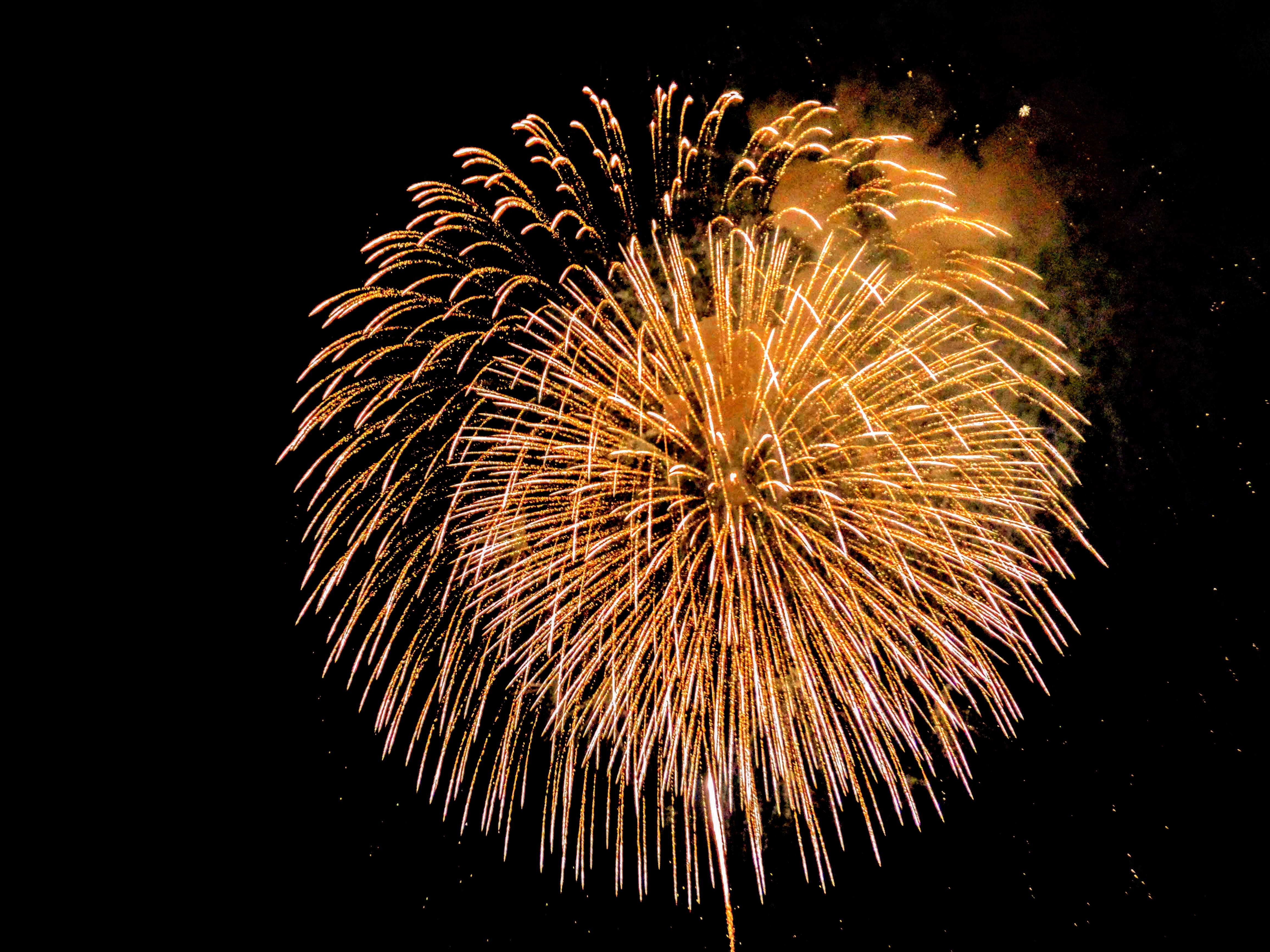
ベスビアス超大型スターマイン（2018年8月3日）
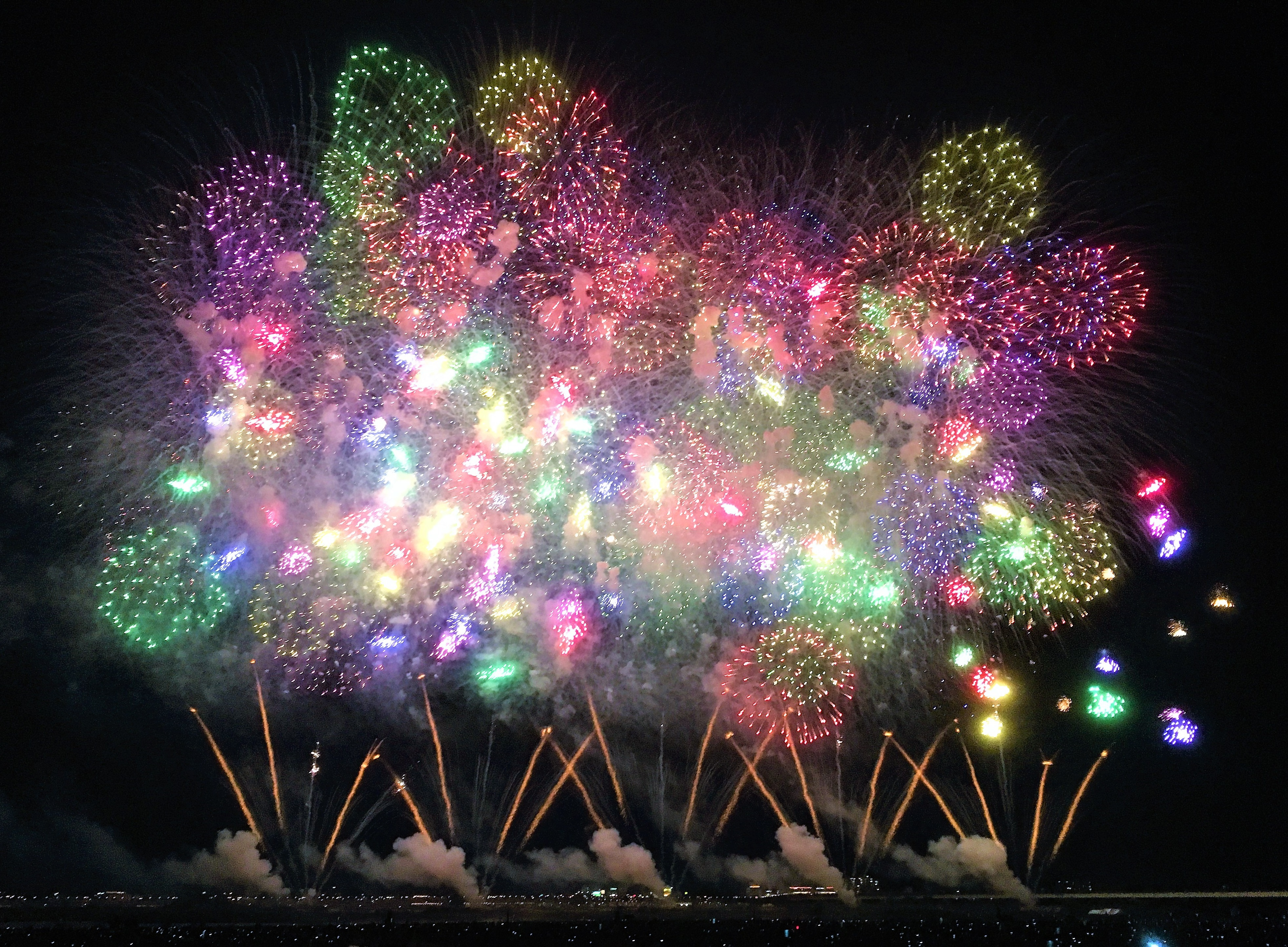
超大型ワイドスターマイン（2017年）
- （動画）天地人花火（2015年8月3日・映像のみ）
- （動画）正三尺玉3連発（2015年）
- （動画）尺玉100連発（2015年）
- （超大型）ミラクルスターマイン「世界への躍動」（2015年）
- 動画：ベスビアス超大型スターマイン「シャイニング☆ハローキティ」（2015年）
- 動画：超大型ワイドスターマイン「ふるさとの四季」（2015年）
- 動画：2015年8月2日に打ち上げられた復興祈願花火フェニックス（音声なし）

### 模型

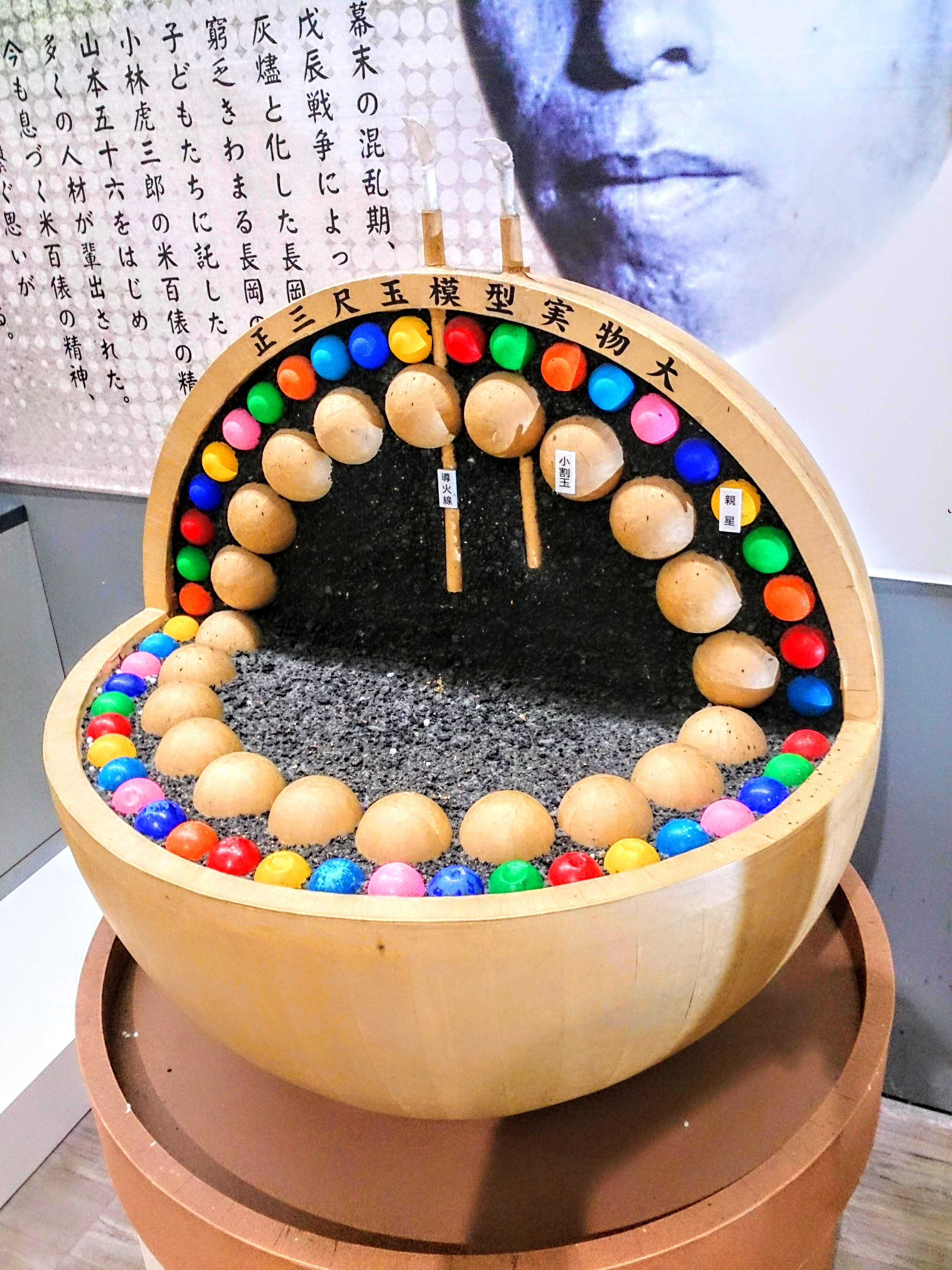
「正三尺玉」の内部模型（長岡駅・新幹線コンコース内）
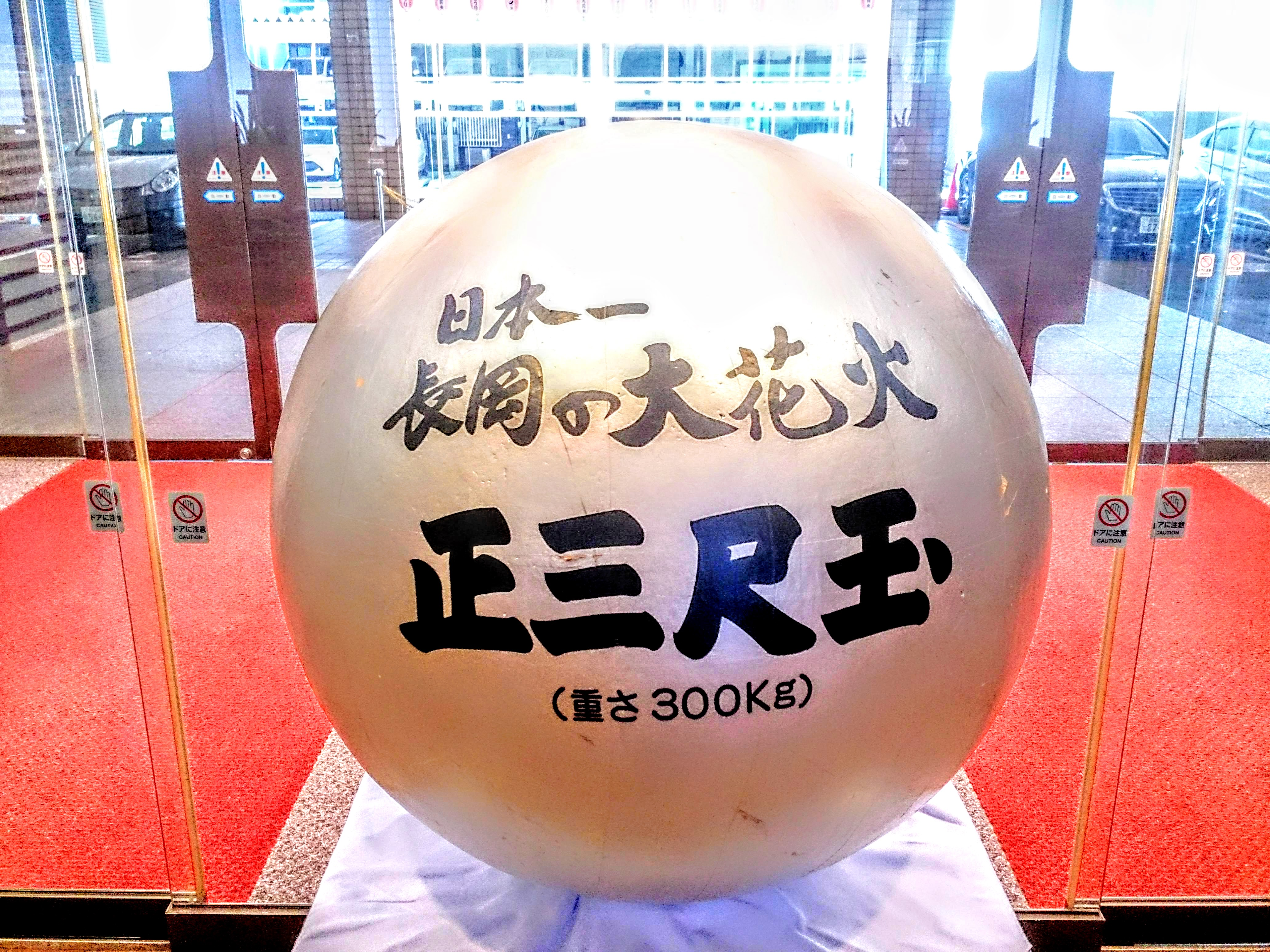
正三尺玉（長岡グランドホテル）
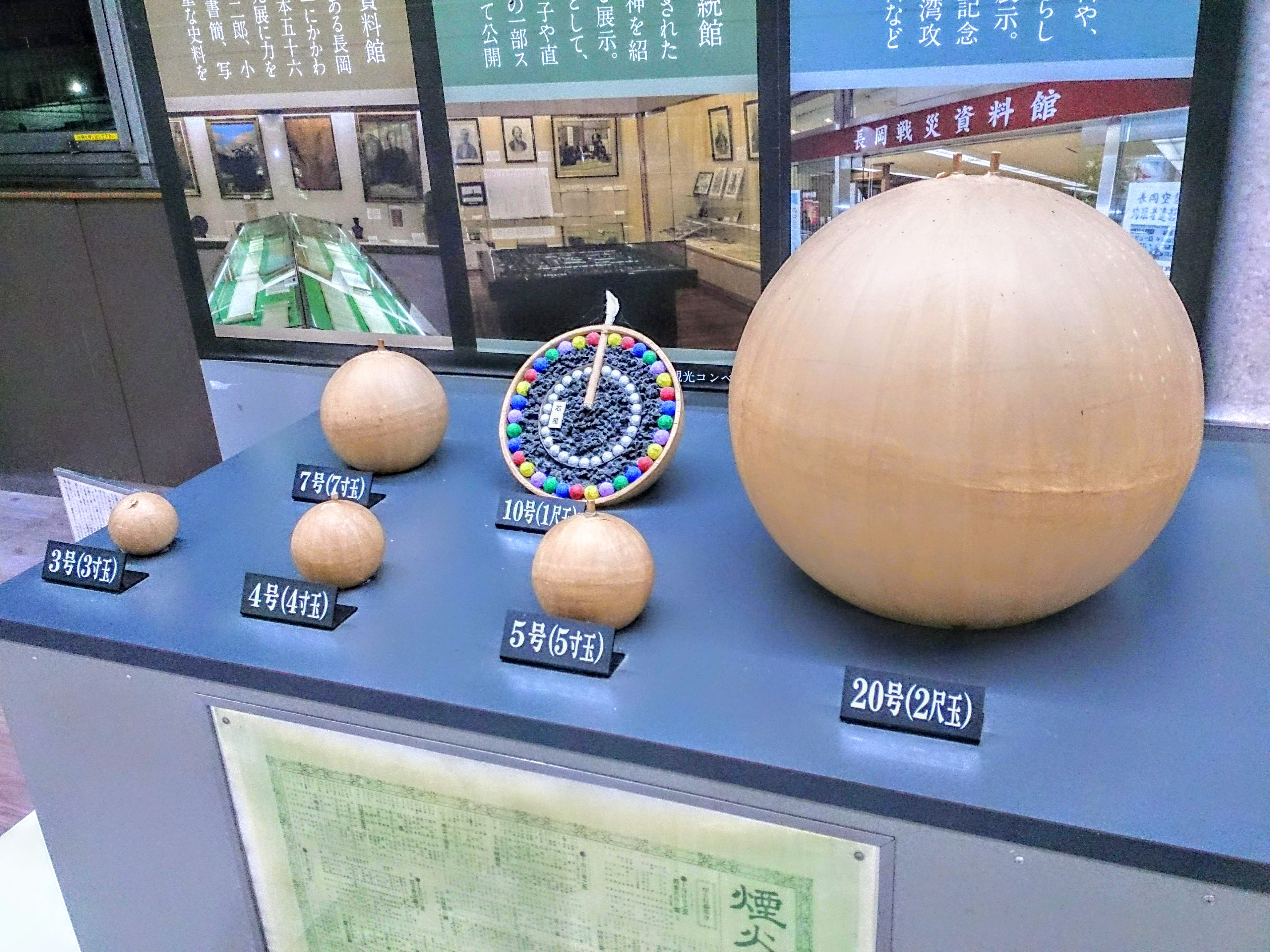
火薬の模型（長岡駅・新幹線コンコース内）
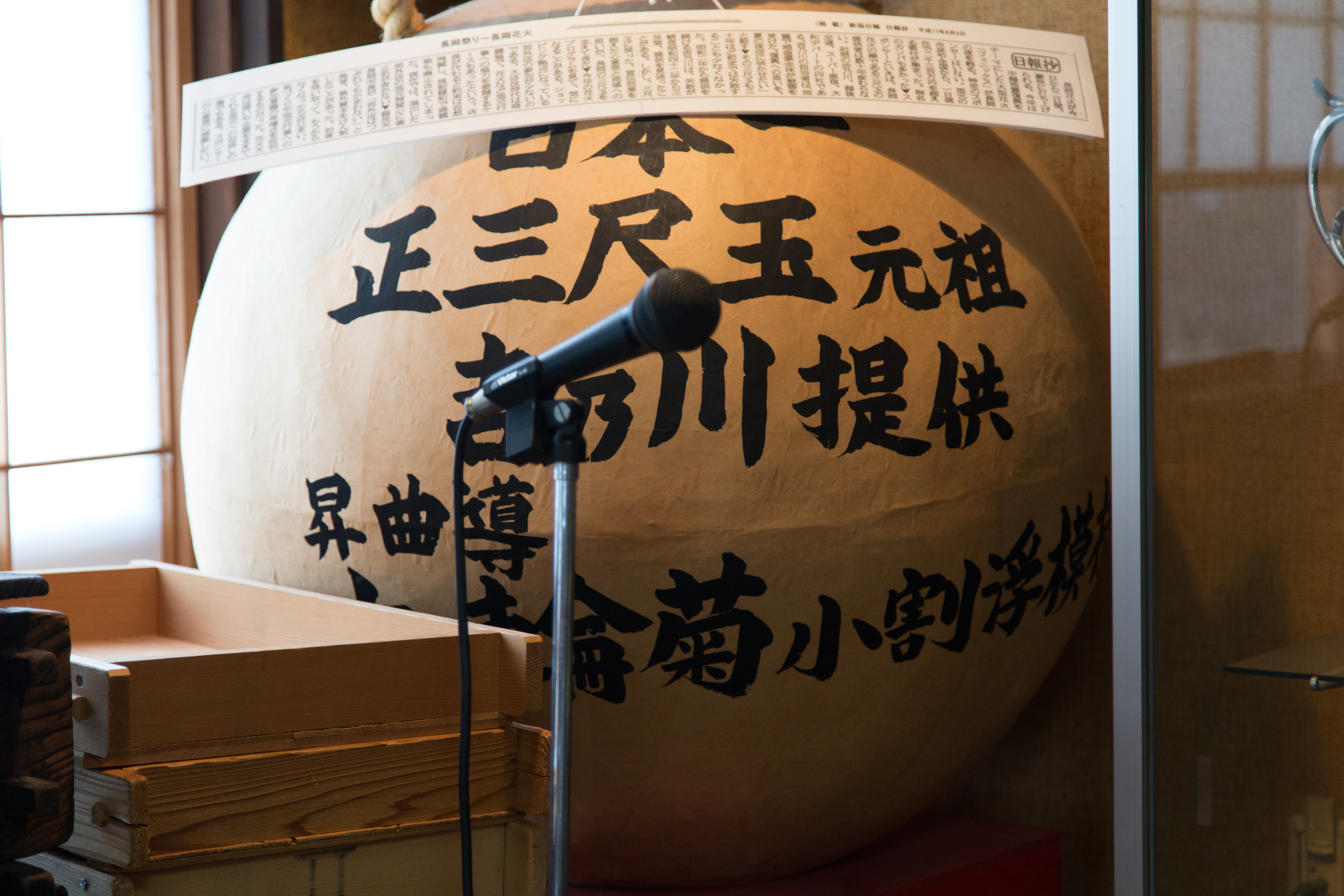
正三尺玉（吉乃川・酒蔵資料館 瓢亭）

### モニュメント

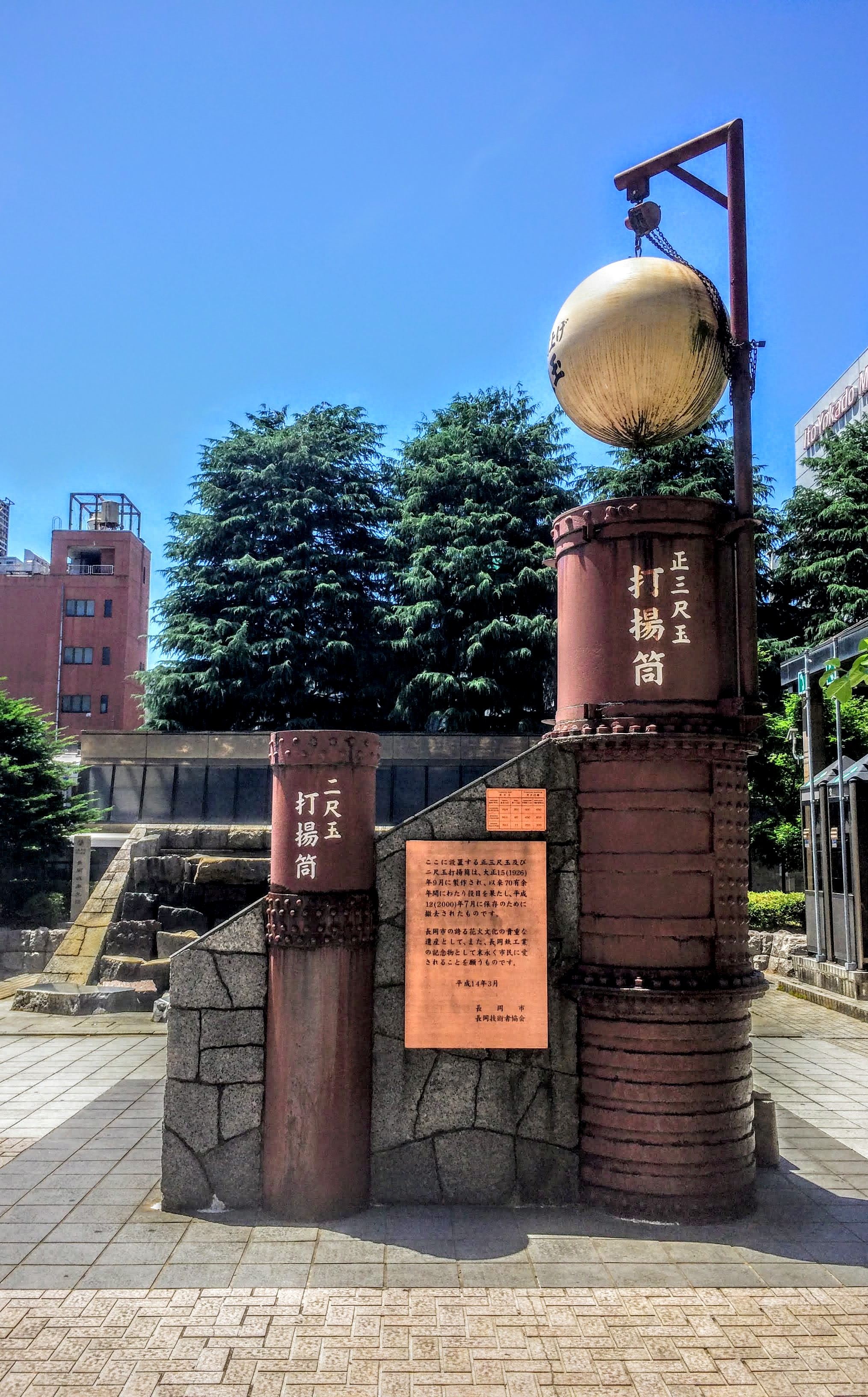
長岡駅前の打ち上げ装置
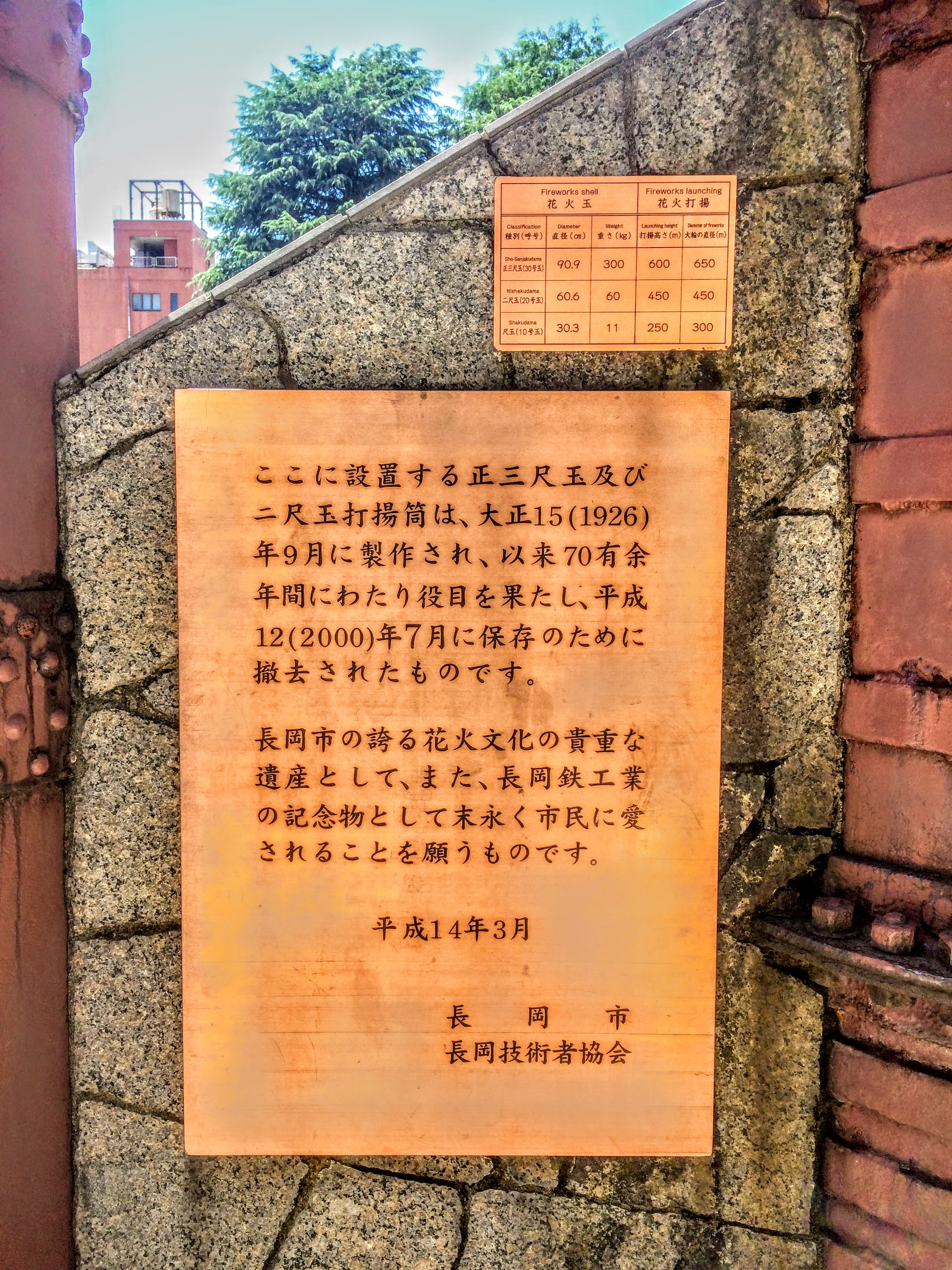
プレート

### 資料

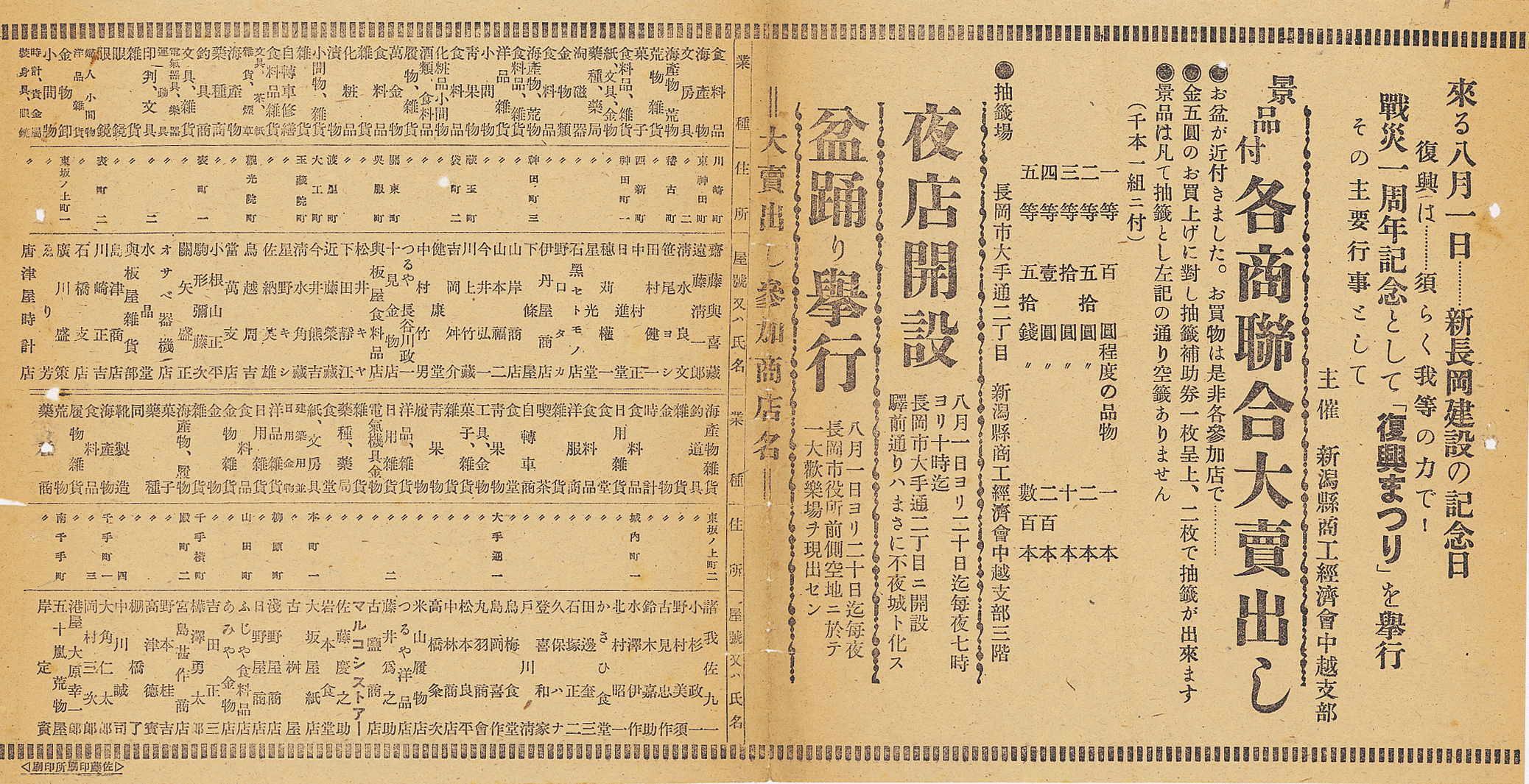
長岡戦災一周年「復興まつり」のチラシ（1946年）

## 関連番組等
毎年、まつり期間には長岡市に本社を置くケーブルテレビ局のNCT（長岡ケーブルテレビジョン→ケーブルテレビのエヌ・シィ・ティ）が前夜祭・花火大会の模様を生中継している。
また、コミュニティFMのFMながおか80.7では特別番組『FM三尺玉』として花火実況を終了した22時から深夜・早朝にかけて夜間放送を行っている。こちらは、まつり会場からの生中継のほか、渋滞情報・駐車場情報などの交通情報・抜け道情報なども放送している（FMながおか80.7はこの時期を除いて深夜放送は行っていない）。
2010年からは、「トゥイッター」（FMながおかではあえてこのように表現）や新潟情報発信ブログである「icoro」との連動、eTRUSTの協力によるUstreamでの配信も開始した（Ustreamの配信は終了している）。このうちUstreamでの配信は瞬間最高視聴者数で世界記録を更新した。花火大会終了後は『FMベスビアス』として深夜まで放送している（『FM三尺玉』については長岡移動電話システムの項も参照）。2008年からは、エヌ・シィ・ティと提携しているBS11においても録画にて、特集番組を放送している。
また2015年からはJ:COM系列のケーブルテレビ局などに向けて、NCTが生中継の映像を提供し全国各地で長岡花火がテレビ上で観覧できるようになったが、2016年からはJ:COM以外の全国のケーブルテレビ局にもNCTが「全国で唯一の慰霊の花火である長岡花火のことをもっと知ってもらいたい」という強い想いから、全国各地の事業者に放送協力の依頼をしたことにより、全国各地のケーブルテレビを利用する人々に向けて長岡花火が放映されるようになった。
地上波においては新潟放送がローカル枠となる水曜日のゴールデンタイムを利用する形で『水曜見ナイト』のスペシャルとして3時間放送が行われている。花火の実施日が水曜日を含む場合は生放送で、そうでない場合は後日総集編として流されている。
全国放送の動きは2015年以降ケーブルテレビ会社を中心に広まっていたが、2017年以降は衛星放送や全国版の地上波で放送されるまでになった。
2017年には日本テレビ系のBS日テレで生中継が、大晦日にはJ:COMで2017年8月の長岡花火が深夜帯に再放送されたのを皮切りに、2018年に入ってからは全国版のNHK総合テレビで生中継が行われ、BS-TBSでも生中継が行われた。2019年からはNHK BS8Kで8K映像にて生中継が行われている。